# Maruei Galleria
- マルエイ ガレリア
- マルエイガレリア
- 丸栄ガレリア

Maruei Galleria（マルエイ ガレリア）は、愛知県名古屋市中区栄にある商業施設。

## 概要
2022年（令和4年）3月31日、2018年（平成30年）6月に閉店した老舗百貨店丸栄の跡地に開業した。同日開業したのは、1階の食のエリアと2階の無印良品で、同年5月26日に3階の大型レストランフロア「GURUNAVI FOODHALL WYE（ぐるなびフードホール ワイ）」(現在は、「GURUNAVI FOODHALL WYE 栄（ぐるなびフードホール ワイ サカエ）」に改称）が開業した。「GURUNAVI FOODHALL WYE 栄」は、10店舗の飲食店を集めたフードホール業態となっており、ぐるなびがプロデュースしている。
建物は鉄骨造地上3階建てで、広小路通沿いの2・3階部分の壁面に縦横10m×27.5mの大型LEDビジョンが設置されている。旧丸栄は地下にも店舗があり、地下街から直接店内に入ることができたが、ガレリアには地下に店舗はなく、屋外から店内に入る形となっている。
店舗数は36店舗で、核テナントに市内最大面積の「無印良品」や、丸栄の新業態となるレストラン「KW THE KITCHEN WONDERLAND」、大近の自然派スーパーマーケット「Pantry」、スキンケアブランド「Aesop」、24時間営業のフィットネスクラブ「FIT-EASY」、回転寿司「スシロー」（2024年12月5日オープン）などが入る。
施設の名称は丸栄の屋号を残して欲しいという地元の要望を受けたもので、イタリア語で屋根のある商店街を意味する「ガレリア」と合わせてこの名称となった。
なお、この施設は暫定的なものであり将来的には、広小路通を挟んだ向かい側にあるニューサカエビル跡地や栄町ビル跡地と共に一体再開発される予定となっている。

## ギャラリー
- 「マルエイガレリア」西側の大型LEDビジョン。
- 1階の「THE KITCHEN WONDERLAND」
- 1階の「テスラ ポップアップストア名古屋栄」
- 1階の「パティスリー ストラスブール＋B」
- 1階の「スシロー」
- 3階
- 3階
- 3階の「フィットイージー」

## 交通アクセス
- 名古屋市営地下鉄東山線・名城線「栄駅」下車、サカエチカS8番出口より徒歩で約4分[1]。